# Austin Abrams

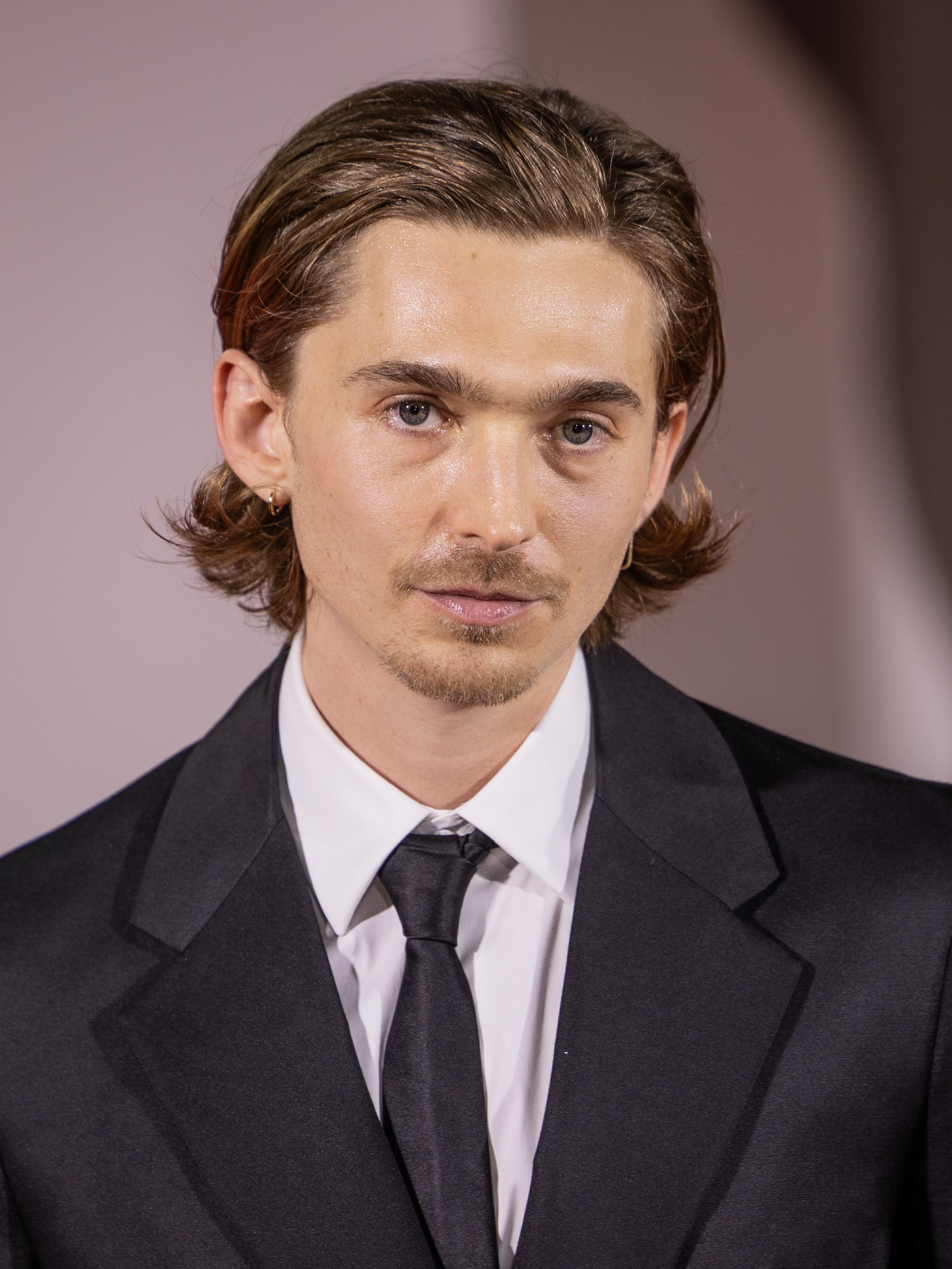
Austin Abrams (2024)

Austin Noah Abrams (* 2. September 1996 in Sarasota, Florida) ist ein US-amerikanischer Schauspieler in Film und Fernsehen. Er spielte z. B. Rollen in Gangster Squad, Kings of Summer, Margos Spuren, Im Zweifel glücklich oder Scary Stories to Tell in the Dark.

## Leben
Austin Noah Abrams wurde als Sohn von Lori und Bradley Abrams, einem Ärztepaar, geboren. Abrams begann seine Darstellerkarriere 2011 in der Produktion Ticking Clock unter der Regie von Ernie Barbarash. 2012 folgte ein kleiner Part in der Filmkomödie von Regisseur Bryan Fogel mit dem Titel Jewtopia. Weitere Rollen hatte er in Ruben Fleischers Filmdrama Gangster Squad und in Jordan Vogt-Roberts’ Kinoproduktion Kings of Summer. 2014 spielte er in dem Film Sacrifice von Michael Cohn die Rolle des Tim und der Regisseur Jake Schreier gab ihm 2015 die zweite männliche Hauptrolle des Ben in seinem Mystery-Drama Margos Spuren neben den Schauspielern Nat Wolff und Cara Delevingne. Im Jahr 2017 sah man ihn an der Seite von Ben Stiller in dem Mike-White-Film Im Zweifel glücklich. Ein Jahr später spielte er zusammen mit Kelly Macdonald in Marc Turtletaubs Filmdrama Puzzle. 2019 wurde er als einer der Hauptdarsteller in André Øvredals Horrorfilm Scary Stories to Tell in the Dark besetzt.
Neben seiner Tätigkeit beim Film trat er seit 2012 auch in den namhaften Fernsehserien The Inbetweeners, Shameless, Silicon Valley, Euphoria oder der AMC-Erfolgsserie The Walking Dead in der Rolle des Ron Anderson auf.

## Filmografie (Auswahl)

### Filme
- 2011: Ticking Clock
- 2012: Jewtopia
- 2013: Gangster Squad
- 2013: Kings of Summer (The Kings of Summer)
- 2014: Sacrifice
- 2015: Margos Spuren (Paper Towns)
- 2017: Wir gehören nicht hierher (We Don’t Belong Here)
- 2017: Im Zweifel glücklich (Brad’s Status)
- 2018: Puzzle
- 2018: Dude
- 2019: Scary Stories to Tell in the Dark
- 2020: Unsere verlorenen Herzen (Chemical Hearts)
- 2020: Youngest
- 2022: Do Revenge
- 2023: The Starling Girl
- 2023: The Line
- 2024: Wolfs
- 2025: Weapons – Die Stunde des Verschwindens (Weapons)

### Serien
- 2012: The Inbetweeners (4 Episoden)
- 2014: Shameless (Episode 4x11)
- 2014: Silicon Valley (Episode 1x06)
- 2015–2016: The Walking Dead (9 Episoden)
- 2018: The Americans (2 Episoden)
- seit 2019: Euphoria
- 2019–2021: This Is Us – Das ist Leben (This Is Us, 7 Episoden)
- 2020: Dash & Lily (8 Episoden)